# 臺海使槎錄

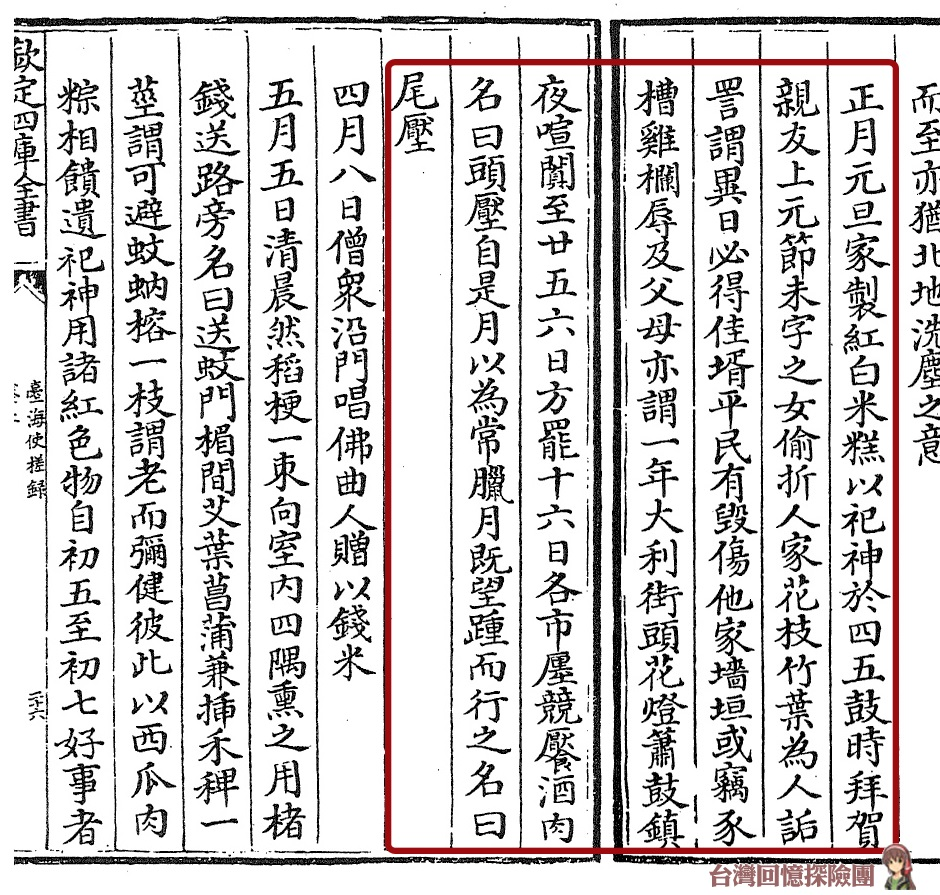
台海使槎录 正文

《臺海使槎錄》（臺羅: Tâi-hái sú-tsâ lo̍k），簡稱《使臺錄》（臺羅: Sú-tâi lo̍k），為清巡臺御史黃叔璥所著，書始於康熙六十一年（1722年）6月，北京黃叔璥抵臺後經常巡行各地，考察攻守險隘、海道風信。乾隆元年（1736年）刊刻。全書凡8卷分三部份：《赤嵌筆談》（第一卷至第四卷）、《番俗六考》（第五卷至第七卷）、《番俗雜記》（第八卷）。其中番俗六考，詳細記錄台灣山川地理、風土民俗。尤其對臺灣原住民的樣貌，更是觀察入微，因此，該書為近現代考證平埔族歷史之根基。

## 赤嵌筆談〈卷一至卷四〉
「赤嵌筆談」為「第一至第四卷」之分類部名，內容頗為廣泛。目分原始、星野、形勢、洋、潮、風信、水程、海船、城堡、賦餉、武備、習俗、祠廟、商販、進貢、泉井圍石、物產、雜著、紀異、「偽鄭」附略、「朱逆」附略等項。

### 鴃舌鳥語
由於清治時期臺南通行的閩南語的音韻與北方官話系統相距極大，基礎對話更是全然無法理解，在當時常需以筆談才得以溝通。例如在〈赤嵌筆談卷二〉，對臺南一地居民所使用的台灣話有以下有趣記述：
|  | 郡中鴃舌鳥語，全不可曉。如：「劉」呼「澇(lâu)」、「陳」呼「澹(tân)」、「莊」呼「曾(tsng)」、「張」呼「丟(tiunn)」。余與吳待御兩姓，「吳」呼作「襖(ngôo/gôo)」，「黃」則無音，「厄影切(n̂g)」，更為難省。 |

也可以反映臺灣話與官話之懸殊，讓黃叔璥感覺有如「鴃舌鳥語」（鴃，即伯勞鳥，此成語喻「語言難懂」）。

## 番俗六考〈卷五至卷七〉
「番俗六考」為「第五至第七卷」之分類部名，內容有「北路諸羅番」十篇、「南路鳳山番」三篇。所謂「番俗」即平埔族（熟番）之風俗。而「六考」者，即是台灣南北各地番社之「居處」、「飲食」、「衣飾」、「婚嫁」、「喪葬」、「器用」六大項加以分別考察而記載之謂。中再輔以郁永河所著二書《番境補遺》（番境補逸）、《海上紀略》（海上事略）之篇章結合成之筆札。

## 番俗雜記〈卷八〉
「番俗雜記」為「第八卷」之分類部名。內容有「生番」、「熟番」、「社商」、「社餉」、「捕鹿」、「番役」、「土官饋獻」、「番界」、「吞霄澹水之亂」、「馭番」十篇，及附有「附題詠」與孫元衡之「裸人叢笑篇十五首」各一篇。

## 參閱
- 台灣歷史年表
- 裨海紀遊（1697年）
- 台北道里記（1821年）
- 全臺圖說（1872年（清同治11年）周懋琦）

## 外部連結
- 臺灣文獻叢刊 （页面存档备份，存于）
- 臺海使槎錄（清）黃叔璥 （页面存档备份，存于）
- 臺海使槎錄（清）黃叔璥 （页面存档备份，存于）
- 番俗六考 （页面存档备份，存于）
- 台海使槎录/黄叔璥撰